# Hans Gregor

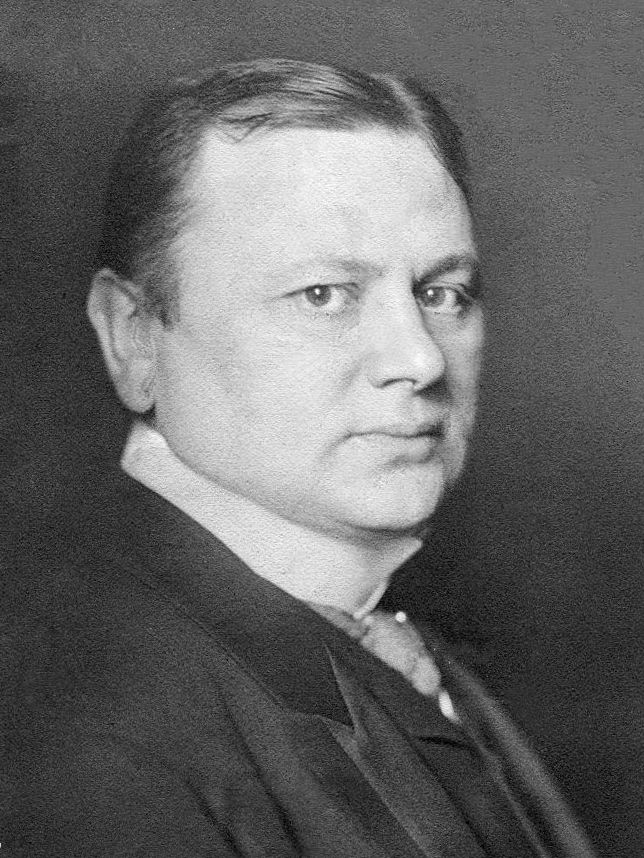

Hans Gregor, född 14 april 1866, död 13 augusti 1945, var en tysk operaledare.
Gregor var tidigare skådespelare, regissör och teaterledare i olika nordtyska städer. 1905-1911 ledde han Komische Oper i Berlin och 1911-1918 hovoperan i Wien. Gregors iscensättningar av operor var berömda för sensationell prakt och förträffligt samspel.